# Dalí-Joyas
Dalí Joyas es una exposición permanente del Teatro-Museo Dalí de Figueras (Gerona). La exposición, que muestra las joyas que Dalí diseñó entre 1941 y 1979, incluye las treinta y siete joyas de oro y piedras preciosas procedentes de la colección Owen Cheatham, dos joyas realizadas posteriormente, y los veintisiete dibujos y pinturas sobre papel que Salvador Dalí realizó para diseñar las joyas. 
Las primeras 22 joyas fueron adquiridas en 1941 por el millonario norteamericano Cummins Catherwood. Salvador Dalí realizaba los diseños de las piezas sobre papel, con todo tipo de detalles y gran precisión de formas, materiales y colores, y la confección en Nueva York iba a cargo del equipo del orfebre de origen argentino Carlos Alemany bajo la supervisión del artista. En 1958 fueron adquiridas por The Owen Cheatham Foundation, una fundación norteamericana creada en 1934 que cedía la colección de joyas para que diferentes entidades benéficas, educativas y culturales recaptasen fondos con la exposición, y finalmente las depositó en el Virginia Museum of Fine Arts de Richmond. La colección de joyas fue expuesta temporalmente en el Teatro-Museo Dalí de Figueres durante los meses de agosto y septiembre de 1973, un año antes de la inauguración del museo. En 1981 la colección fue adquirida por un multimillonario saudita y, posteriormente, por tres entidades japonesas, la última de las cuales es la que formalizó la venta a la Fundación Gala-Salvador Dalí. 
Además de concebir las formas de las joyas, Salvador Dalí también seleccionó personalmente cada uno de los materiales utilizados, en función de la significación y las connotaciones simbólicas que tienen todas y cada una de las piedras preciosas y los metales nobles. 
Algunas de las joyas que integran esta colección son El ojo del tiempo (1949), El corazón real (1953), o El elefante del espacio (1961). Varias de las joyas han sido reproducidas en réplicas asequibles, que comercializa la Fundación en las tiendas de sus museos.